# 克羅斯諾 (密蘇里州)
克羅斯諾（英語：Crosno）是位於美國密蘇里州密西西比縣的鬼鎮。

## 歷史
克羅斯諾的郵局於1890年設立，其後於1934年停運。

## 地理
克羅斯諾所處的海拔為高於海平面94米（即308英呎），而該地所採用的時區為UTC-6，即北美中部時區（CST）。同時該地設有夏令時間，為UTC-6調快一小時，即UTC-5（CDT）。